# Очеретяне (Кропивницький район)
Очере́тяне — село в Україні, у Долинській міській громаді Кропивницького району Кіровоградської області. Населення становить 27 осіб.

## Населення
Згідно з переписом УРСР 1989 року чисельність наявного населення села становила 31 особа, з яких 13 чоловіків та 18 жінок.
За переписом населення України 2001 року в селі мешкало 27 осіб.

### Мова
Розподіл населення за рідною мовою за даними перепису 2001 року:
| Мова       | Відсоток |
| ---------- | -------- |
| українська | 81,48 %  |
| російська  | 14,81 %  |
| молдовська | 3,70 %   |

## Відомі люди
- Козьма Олександр Іванович (1871—1945) — генерал-хорунжий Армії УНР.[4]